# Abraham Simpson
Abraham «Abe» Jebediah Simpson, más conocido como el Abuelo, es un personaje de la serie de televisión de dibujos animados Los Simpson. En ella, es el padre de Homer Simpson, el abuelo de sus hijos Bart, Lisa y Maggie y el suegro de Marge. El abuelo fue diseñado tempranamente para la segunda temporada de los cortos emitidos para el show de Tracey Ullman y ya presentaba las características que acabaría desarrollando en la serie de emisión internacional. En la versión original este personaje está doblado por Dan Castellaneta, mientras que en las versiones hispanohablantes varios actores de voz se le han puesto, diferentes al mismo que dobla a Homer Simpson. En el número #1000 de Entertainment Weekly, Abe Simpson fue seleccionado como el abuelo para "la familia perfecta de televisión".

## Papel enLos Simpson
Abraham Simpson es el abuelo de la familia protagonista, bastante despreciado por sus seres queridos y marginado por su condición de anciano. Su rol en la serie es generalmente auxiliar. Vive en el asilo de ancianos de Springfield. Cuida de los niños cuando no tienen con quien estar, motiva la trama de varios episodios por temporada y sustenta algunos de los chistes más crueles sobre la ancianidad. Los guionistas aprovechan su presencia en la serie para retratar, a través de chistes sarcásticos y crueles, el maltrato general y la exclusión social que reciben los componentes de la tercera edad en el mundo occidental.
El abuelo no suele pronunciar ninguna coletilla, pero como marca personal acostumbra a contar batallitas, inspiradas por un hecho casual, que rememoran historias sobre su juventud y que suelen ser de larga duración y naturaleza fragmentaria o absurda. También padece narcolepsia, un brote de alzheimer y demencia senil, enfermedades tratadas de manera humorística en la serie. Su dependencia a los medicamentos parecen minimizar los efectos de estas enfermedades y permitirle esporádicos momentos de lucidez. En las primeras temporadas, también solía escribir quejas con una antigua máquina de escribir a algunas asociaciones, programas o el mismo gobierno.

## Biografía
La biografía de Abraham Simpson es la más difícil de seguir de todos los personajes, ya que cualquier dato biográfico es dado por él y sus historias, las cuales suelen ser extremadamente imprecisas, a menudo física o históricamente imposibles y ocasionalmente inconsistentes entre ellas, sugiriendo que el abuelo es extremadamente senil y ya empieza a desvariar. Por ello, no se puede determinar con certeza hasta que punto los productores de la serie consideran como oficiales los siguientes datos de la vida de Abe.
Abraham Simpson nació el 18 de diciembre de 1906 en el Viejo Mundo, presumiblemente en la ciudad de Liverpool dado que su padre habló con acento inglés en un flashback del episodio de Much Apu About Nothing. En primer lugar vivió en Nueva York, en la corona de la Estatua de la Libertad, después se mudó a Springfield. Abe asegura haber sido veterano de la Primera Guerra Mundial durante su infancia, alistándose en el ejército mintiendo sobre su edad, aunque poco se sabe de sus supuestas, si plausibles, experiencias en el conflicto.
En cambio, sí que parece haber sido un veterano de la Segunda Guerra Mundial, ya que sus historietas a menudo recuerdan sus vivencias durante el conflicto, aunque se presentan de manera cómica e incongruentes. Los eventos más importantes que le acontecieron durante la guerra fueron la incautación por su parte de unas valiosas obras de arte en un palacio nazi, la concepción de una hija ilegítima en el Reino Unido antes de que se uniera para las operaciones del Día D en Normandía y la desaparición de su hermano Cyrus. A raíz de su servicio para la Segunda Guerra Mundial, Abe estuvo en contacto con personajes importantes del mundo de la política, como John F. Kennedy y Adolf Hitler, a quien intentó matar fallidamente dos veces.
Al volver a Estados Unidos, Abe intentó criar una familia en una granja en las afueras de Springfield. Como fruto de otra relación ilícita en una feria, Abraham tuvo un hijo, que se llamaría Herbert Powell, que dio en adopción cuando su mujer, Mona, fue a dar a luz a Homer. Su esposa era una activista pacifista con ideología hippie y liberal, cosa que le desagradaba a Abe. Ella intentaba inculcar a su único hijo Homer en la ideología hippie, pero Abe intentó mantener a su hijo alejado de este tipo de ambientes. En cualquier caso, Mona tuvo que abandonar a Abraham y a Homer, cuando este era muy joven, debido a problemas legales que le surgieron por su activismo contra Montgomery Burns, convirtiéndose en una prófuga de la justicia.
A partir de entonces, Abe no fue un padre especialmente afectuoso ni excesivamente atento para Homer. Se fue acentuando cierta frialdad entre padre e hijo durante la adolescencia del último. Una enemistad lícita e indiferencia latente que han aparecido en la serie en forma de chistes o como tema colateral en algún que otro episodio; el abuso casual de Abe hacia Homer desde su infancia, a menudo verbal constata esto. Abe fue el propietario de un recinto para jugar con pistolas de rayos láser y se mostraba reacio a prestarle dinero a Homer mientras salía con Marge. En cualquier caso, cuando su hijo se casó, Abraham mostró alguna que otra muestra de afecto hacia él, vendió la casa en que lo había criado y que había conseguido como premio de un concurso, para que su hijo y su nuera pudieran comprarse la casa en la que viven actualmente. Como compensación, Abe vivió un corto tiempo en aquella casa hasta que lo ingresaron en el Castillo del jubilado de Springfield.
A pesar de ser poco tolerante, en algún momento de su vida se afilió a variadas asociaciones homosexuales, comunistas y masónicas (los "Stonecutters"). También ha intentado tener otros empleos a pesar de su avanzada edad.
En "The Simpsons Spin-Off Showcase", donde muestran varios falsos spin-offs de Los Simpson, en uno de ellos se muestra una trama en la que Abe Simpson murió en un supermercado después de que se le cayera un estante encima, tras lo cual se reencarna en la Máquina del Amor de Moe, al que intenta ayudar en su vida amorosa.

### Vida cotidiana
El abuelo pasa la mayor parte de su tiempo en el hogar de jubilados de Springfield, haciendo cosas estereotípicas de ancianos como escribir cartas de protesta a algunas organizaciones, mirar por la ventana, retrasar las colas con quejidos, estar pendiente del teléfono a que le llamen sus familiares y esperar visitas. Además, en la residencia suelen ser muy estrictos, ya que no quieren que los mayores realicen muchas actividades por el riesgo de que puedan dañar su salud o físico, y por lo tanto el abuelo se aburre bastante en ella, aunque está acostumbrado. También va bastante a menudo a la casa de su hijo Homer, aunque su presencia en la casa es más que nada funcional, ya que da pie para la realización de algunos chistes. En contadas ocasiones, la familia suele dedicar algún día para pasar tiempo con el abuelo y hacer alguna que otra salida.

## Personaje
El abuelo Simpson es un hombre viejo, periódicamente incontinente y senil, que vive en el hogar de jubilados; que es un lugar triste y solitario lleno de ancianos dementes, lisiados y depresivos. El abuelo es un estereotipo de abuelo que encarna las cualidades arquetípicas de un anciano que sobra en un mundo joven, dinámico y cambiante, padeciendo sus achaques típicos de la edad que le alejan constantemente de la realidad en la que vive. Normalmente no se entera de nada y se muestra nostálgico, gruñón, dependiente y cariñoso con su familia. A pesar de su tumultuosa relación, Abe y Homer tienen momentos de conexión emocional característicos en una tierna relación entre padre e hijo. Aún no ha perdido la esperanza de encontrar una mujer con la que pasar el resto de su vida juntos, y se presenta como un amante chapado a la antigua, ya que es un personaje sólidamente anclado en maneras obsoletas.
Su mejor amigo en la residencia es Jasper Beardley, con quien acostumbra a discutir o pasar el rato (en el episodio "$pringfield (or, How I Learned to Stop Worrying and Love Legalized Gambling)") se los muestra conversando a la salida de un cine cuando eran jóvenes). Un gusto que él comparte con el resto de ancianos en la residencia es su pasión por la serie Matlock. Se ha insinuado que su orientación política es abolicionista, tirando a liberal o demócrata, pero más a menudo da muestras de todo lo contrario, ya que se le ve un hombre conservador y opuesto al mundo moderno, añorando sus años con la Segunda Guerra Mundial, los coches de los 50, los Beatles, Star Trek, las películas de vaqueros, etc. Acostumbra a olvidar las cosas a corto plazo, incluso mientras se las están diciendo. Es muy cabezota y duro de oído. Es un incondicional servidor de la patria, la dignidad y el honor, especialmente a través de la intervención bélica, a pesar de su frágil condición física y mental.
El abuelo tiene el aspecto de hombre anciano lleno de arrugas. Tiene una sombra de barba como Homer y cuatro puntas de pelo amarillo en la cabeza como Bart. Sus orejas y nariz son notablemente más sobresalientes que las de su hijo. Su atuendo habitual son unos pantalones grisáceos o azules, un jersey rosáceo, blanco o celeste y suele ir siempre con zapatillas de andar por casa. Sus complementos más habituales son una corbata tejana de medallón, unas gafas, su dentadura y, en un episodio, un sombrero turco rojo que obtuvo en la tienda de antigüedades de Herman. El abuelo es probablemente el que ha presentado más variación con su indumentaria de la familia, pero sus otros trajes y complementos están completamente pasados de moda.

### Creación
El diseño del abuelo está evidentemente basado en el de Homer Simpson, pero más envejecido. Como marcas exclusivas, tiene la sombra de la barba siempre marcada como Homer y su pelo, cuatro puntas amarillas sobre la cabeza, no se distingue de la cabeza, cosa que sugiere que tiene más cabello que su hijo. Su pelo amarillo, en contraste con el castaño de su juventud, invita a pensar que lo tiene canoso más que rubio. La silueta de su cabeza es más cónica, se estrecha mucho más arriba del todo que el resto de personajes. En principio, parecía que este personaje no tenía nombre y se le nombraba simplemente como abuelo. El abuelo apareció por primera vez en los cortos de Grandpa and the Kids, que se estrenó en el Show de Tracey Ullman el 10 de enero de 1988. Más tarde en la segunda temporada, se menciona por primera vez su nombre en Old Money. Matt Groening no quiso bautizar el personaje ni mucho menos ponerle el mismo nombre que su abuelo, Abraham Groening, por lo que dejó que los guionistas le dieran un nombre de pila. Por casualidad, éstos eligieron el nombre Abraham, sin saber que ese era el nombre del abuelo de Groening.

### Desarrollo
El abuelo Simpson poco ha evolucionado durante la emisión de la serie. Su propósito en la serie es encarnar los estereotipos de los ancianos con una familia que lo tiene bastante desatendido y los episodios dedicados a él exploran las diferentes dificultades que la gente mayor tiene para poder hacer lo que les place, con la dificultad de su avanzada edad y el tener que sobrevivir en una sociedad que cambia a un ritmo vertiginoso. Por eso, dependiendo lo que trate el capítulo, el abuelo puede mostrar cualidades nuevas dentro de los clichés de ancianos o reiterar las suyas típicas. En cualquier caso, su evolución en la serie, se puede percibir como la de Homer y Bart. Sus características derivadas de su vejez, especialmente sus enfermedades, se suelen exagerar con el paso de la serie, como manera de ampliar la caracterización del personaje dentro de su misma línea.

### Doblaje
La voz original en inglés es de Dan Castellaneta. En Hispanoamérica estaba doblado hasta la undécima temporada por Carlos Petrel, en la duodécima por  Tito Reséndiz, en la decimotercera por Humberto Vélez y a partir de la decimocuarta temporada fue reemplazado por Sebastián Llapur, el cual también fue reemplazado, esta vez por Mauricio Pérez, a partir de la vigesimoquinta temporada. Posteriormente para la temporada 32, con el regreso del elenco original, Llapur vuelve a doblar al abuelo. 
En España fue doblado hasta la décima temporada por Ángel Egido y a partir de la undécima por Julio Sanchidrián.